# Девочка, с которой детям не разрешали водиться
«Девочка, с которой детям не разрешали водиться» (нем. Das Mädchen, mit dem die Kinder nicht verkehren durften) — роман для детей немецкой писательницы Ирмгард Койн, изданный в 1936 году издательством Allert de Lange в Амстердаме. В 1936 году Койн бежала из Германии и проживала в Остенде, спасаясь от преследований национал-социалистов.
Кёльнская школьница, родившаяся в 1908 году, повествует о событиях, происходящих в её родном городе во второй половине 1918 года. Девочка рассказывает свои истории от первого лица, и имя девочки остаётся неизвестным. Главной героине романа непонятно, почему в школе она раз за разом получает нагоняй за свои действия. Но и дома ребёнок кое-кого выводит из себя. Из-за проделок девочки местной детворе в кёльнском пригороде не разрешают с ней водиться.